# BetWarrior
BetWarrior es una compañía internacional de apuestas deportivas y casino en línea activa en más de 10 países, principalmente en América Latina. BetWarrior tiene presencia en los mercados de Argentina, Brasil, México, Chile, Perú y Canadá y emplea actualmente a más de 220 personas en América Latina y Europa. 

## Historia
BetWarrior fue lanzada en 2019 y estableció sus primeras bases en Latinoamérica y Europa. Durante el año de su lanzamiento, firmó contratos de patrocinio con clubes deportivos brasileños, incluyendo Paysandú y Clube do Remo.
En 2021, la empresa obtuvo licencia para operar en la Provincia de Buenos Aires y Capital Federal de Argentina. Para 2022, BetWarrior contaba con más de 150 empleados. Durante ese año, la compañía se asoció como patrocinador oficial de la Asociación del Fútbol Argentino (AFA), ganadora de la Copa de Campeones Conmebol-UEFA 2022 y la Copa Mundial de Fútbol de 2022.
En 2023, BetWarrior se convirtió en patrocinador oficial de la Confederación Argentina de Hockey (CAH). También firmó acuerdos de patrocinio con la Asociación Argentina de Tenis (AAT) y el Argentina Open hasta 2026. A nivel internacional, BetWarrior se convirtió en patrocinador de la Federación de Básquetbol de Chile, la Federación Chilena de Balonmano y la Federación Chilena de Vóleibol.

## Patrocinios
Actualmente, BetWarrior es sponsor a las siguientes federaciones y selecciones nacionales:
- Asociación de Fútbol Argentina (AFA).
- Asociación Argentina de Tenis (AAT).
- Confederación Argentina de Hockey (CAH).
- ATP de Buenos Aires.

Y fue sponsor oficial de los siguientes clubes deportivos:
- Federación de Básquet de Chile.
- Federación Chilena de Balonmano.
- Federación de Vóleibol de Chile.
- Clube do Remo.
- Paysandú Sport Club.

## Premios y Reconocimientos
BetWarrior ha recibido los siguientes premios en la industria del gaming y las apuestas en línea:
- En 2023, fue galardonado como "Estrella en Ascenso del Año"[6] en los SBC Awards Latinoamérica.
- En 2024, recibió el Lápiz de Oro[7] por su campaña publicitaria "Los mejores del Mundo".
- En 2024, fue nominado en 5 categorías y obtuvo el premio a "Patrocinio del Año" en los SBC Awards.